# Coombs Brook
Coombs Brook is een 11,5 km lange rivier die zich in het oosten van het Canadese schiereiland Labrador bevindt. De rivier stroomt gedurende zijn hele loop parallel met provinciale route 516 in noordelijke richting.

## Verloop
De rivier vindt zijn oorsprong in Little Coombs Pond, een klein meer dat pal naast provinciale route 516 ligt en door drie naamloze beken gevoed wordt. De rivier stroomt 4,7 km in noordelijke richting alvorens uit te monden in Big Coombs Pond.
Aan de noordzijde van dat meer, zo'n 2 km verderop, stroomt Coombs Brook verder om na 125 meter reeds uit te monden in het 1,1 km lange meertje Coombs Steady. Coombs Brook verlaat ook Coombs Steady langs de noordzijde en stroomt 3,5 km verder noordwaarts om uiteindelijk definitief uit te monden in Muddy Bay Brook.